# Linia kolejowa Heudeber-Danstedt – Bad Harzburg/Vienenburg
Linia kolejowa Heudeber-Danstedt–Bad Harzburg – jednotorowa i niezelektryfikowana linia kolejowa w kraju związkowym Saksonia-Anhalt i Dolna Saksonia, w Niemczech. Łączy stację Heudeber-Danstedt z Bad Harzburg.